# Otiothops amazonicus
Otiothops amazonicus là một loài nhện trong họ Palpimanidae. Loài này được phát hiện ở Brasil.